# Herb gminy Zaręby Kościelne
Herb gminy Zaręby Kościelne – jeden z symboli gminy Zaręby Kościelne, ustanowiony 26 kwietnia 2005.

## Wygląd i symbolika
Herb przedstawia na tarczy koloru srebrnego czerwony mur blankowany z trzema złotymi kamieniami, z którego wystaje pół wspiętego czarnego lwa, trzymającego w łapach złoty model kościoła. Jest to nawiązanie do herbu Zaremba oraz miejscowej historii (model kościoła symbolizuje świątynię w Zarębach Kościelnych). 